# Cryosophila nana
Cryosophila nana är en enhjärtbladig växtart som först beskrevs av Carl Sigismund Kunth, och fick sitt nu gällande namn av Carl Ludwig von Blume. Cryosophila nana ingår i släktet Cryosophila och familjen Arecaceae. IUCN kategoriserar arten globalt som nära hotad. Inga underarter finns listade i Catalogue of Life.